# Witold Orczyk
Witold Orczyk pseud. „Lipski” (ur. 28 maja 1920 w Sułoszowej, zm. 12 grudnia 2020) – polski działacz konspiracji w czasie II wojny światowej oraz powojennego podziemia antykomunistycznego, kapitan WP w stanie spoczynku.

## Życiorys
Podczas II wojny światowej był działaczem polskiej konspiracji niepodległościowej. Od 1940 działał w Związku Walki Zbrojnej, następnie był członkiem Batalionów Chłopskich i żołnierzem Armii Krajowej w ramach Obwodu Olkusz. Należał do oddziału partyzanckiego „Szarańcza”. Działał w powojennym podziemiu antykomunistycznym od 1946 jako członek Zrzeszenia Wolność i Niezawisłość. Za działalność antykomunistyczną został skazany przez powojenny sąd na 10 lat więzienia.
Po transformacji systemowej był aktywnym działaczem kombatanckim. W 2020 obchodził 100. urodziny. Zmarł 12 grudnia 2020.

## Wybrane odznaczenia
- Krzyż Oficerski Orderu Odrodzenia Polski[2],
- Krzyż Walecznych[2],
- Srebrny Krzyż Zasługi z Mieczami[2],
- Krzyż Partyzancki[2],
- Krzyż Armii Krajowej[2],
- Krzyż Batalionów Chłopskich[2],
- Krzyż Więźniów Politycznych Okresu Stalinowskiego[2],
- Odznaka „Weteran Walk o Wolność i Niepodległość Ojczyzny”[2].